# Estamos todas bien

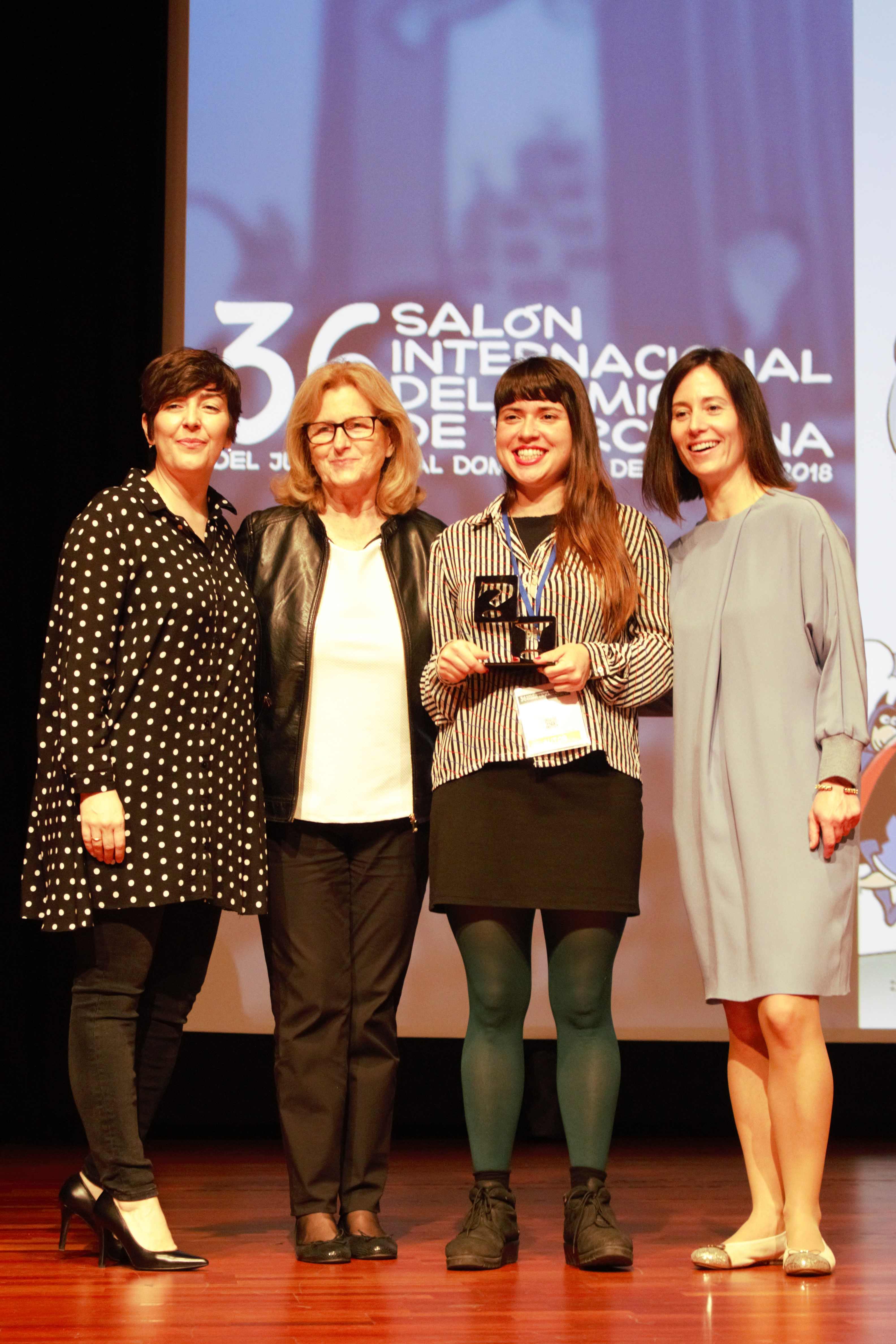
Laura Barrachina, Rosa Laparra, Anna Penyas i Meritxell Puig (2018).

Estamos todas bien és un còmic en castellà de la dibuixant de còmics valenciana Ana Penyas, publicat el 2017 per l'editorial Salamandra Graphic. Amb aquesta obra Ana Penyas fou proclamada autora revelació a la 36a edició del Saló Internacional del Còmic de Barcelona (2018) i tot seguit guardonada amb el Premi Nacional del Còmic. Prèviament, l'associació ACDCómic ja havia considerat el còmic com una de les obres essencials de 2017.

## Argument
El còmic és un exercici de memòria històrica i també, a través de la vida de les dues àvies de l'autora, un homenatge a tota una generació de dones que fou completament oblidada.
Maruja i Herminia, les àvies d'Ana Penyas, són dues dones normal i corrents, ambdues mares i mestresses de casa, que com tantes altres dones de l'època van patir el llarg silenci de la dictadura franquista. Sotmeses a la dependència econòmica del marit i al pronunciat masclisme de l'època, la seva vida va quedar relegada a un segon pla i van patir així encara més les represàlies d'un règim dictatorial que negava el ple desenvolupament de les llibertats personals dels individus.
Assolida la vellesa, Maruja pateix parkinson i Herminia viu la soledat d'una societat que no es preocupa ni interessa pels majors d'edat.
El relat del còmic es desenvolupa amb constants salts del present al passat i viceversa, intercalant escenes de la vida adulta de les dues protagonistes amb anècdotes pertanyents a la seva vida quotidiana durant la dictadura. Segons l'autora, el còmic és una mirada feminista a tota una generació de dones que no van tenir veu durant el règim franquista i «...que surten rentant plats, treballant, tenint cura dels seus». Penyas va fer el còmic amb la voluntat de denunciar, «però sense exaltació i sense polititzar. Perquè ara que estem en època de necessària reivindicació feminista resulta obvi que feia falta parlar d'elles, perquè quan es parla d'aquella època sempre es parla d'homes i des del seu punt de vista».
El còmic de Penyas fou una contribució més a l'àmbit reservat a la memòria històrica, sumant-se a autors com Paco Roca, Carlos Giménez, Antonio Altarriba, Sento Llobell, Jaime Martínm Jose Pablo García o Alfonso Zapico. Per bé que fou la primera dona a sumar-se a la llista.

## Tècnica
Ana Penyas combina el llapis amb fotos i imatges reals. El color és una mescla de tons apagats que Penyas justifica perquè «el canvi en la gama cromàtica és molt subtil perquè tot són colors càlids, però se'm va acudir per la mateixa història: havia de diferenciar els universos de les avies, però també dels dos temps històrics en els quals es desenvolupa la narració. Els seus presents i els seus passats necessitaven codis de lectura diferents».

## Origen
Ana Penyas va tenir la idea de fer el còmic a partir d'un treball de classe de només quatre pàgines, però que va anar creixent. Finalment, un amic la va animar a presentar el còmic a un premi.

## Palmarès
- Premi Internacional de Novel·la Gràfica FNAC-Salamandra Graphic de 2016.[5]
- Autora revelació al Saló Internacional del Còmic de Barcelona de 2018.
- Premi Nacional del Còmic de 2018.[7]